# Émile Dard

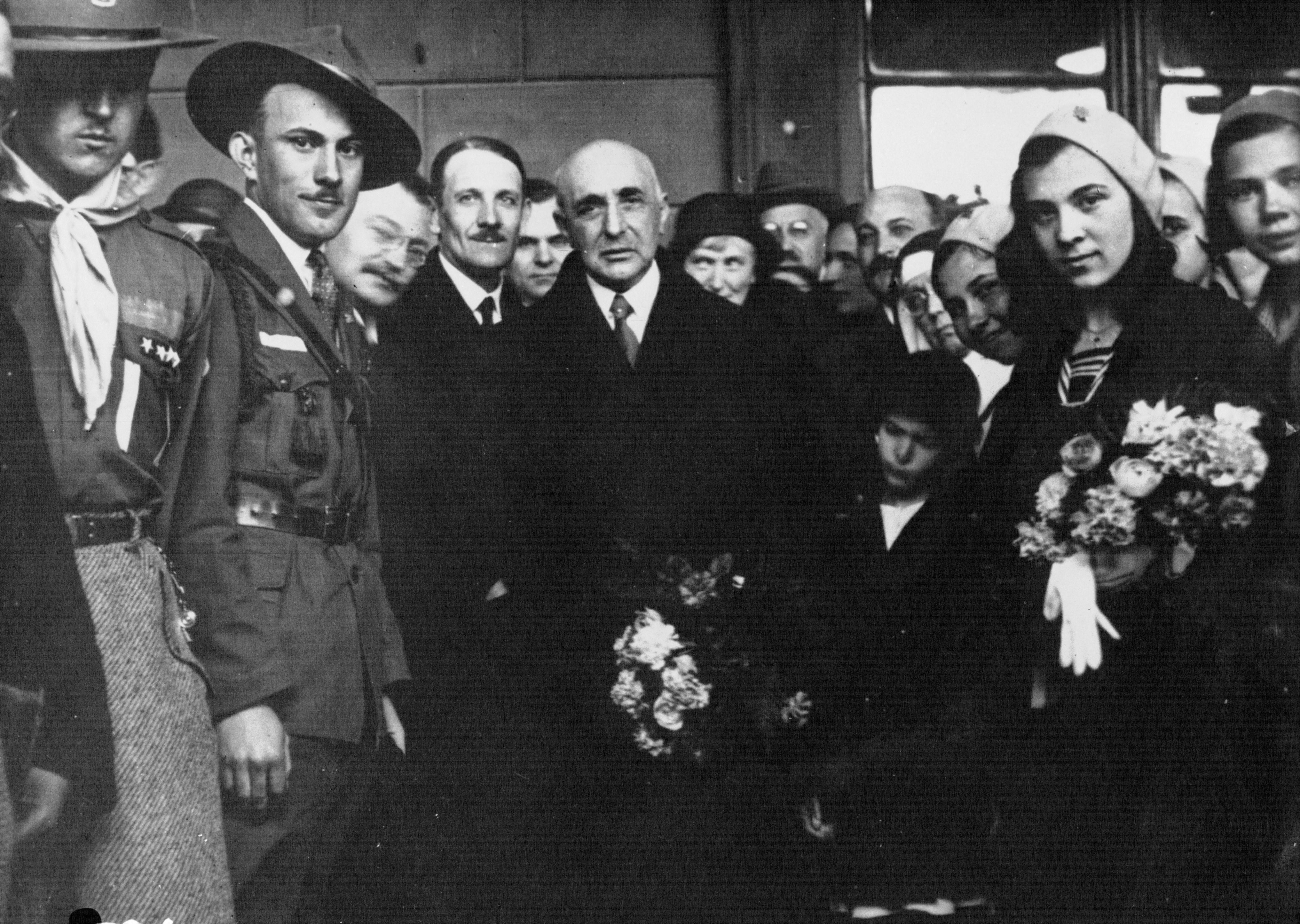
Gesandter Émile Dard nimmt 1932 seinen Abschied in Belgrad.

Émile Laurent Joseph Dard (* 25. Dezember 1871 in Lorient; † 12. April 1947) war ein französischer Diplomat.

## Leben
Émile Dard war der Sohn des Divisionsgenerals Laurent Dard, der in Madagaskar eingesetzt worden war. Émile Dard studierte Geschichte und Rechtswissenschaft sowie an der École libre des sciences politiques. Dort schrieb er eine Abschlussarbeit zum Thema Duc de Reichstadt (der Titel der Napoleon II. verliehen wurde).
Émile Dard wurde 1897 Attaché an der Gesandtschaft in Den Haag, 1899 wurde er bei der Gesandtschaft beim Heiligen Stuhl beschäftigt. Von 1900 bis 1904 arbeitete er am Quai d’Orsay in Paris (Außenministerium).
Von 1906 bis 1909 war er Botschaftssekretär in Tokio. Während seiner Mission in Wien von 1909 bis 1911 erlangte er gute Kenntnisse von der deutschsprachigen Welt. 1911 war er Geschäftsträger in Belgrad, 1912 Botschaftssekretär in Sofia und 1915 Botschaftssekretär in Kopenhagen. 1917 war er Geschäftsträger in Oslo und 1918 Botschaftsrat in Madrid. Von 1920 bis zum 15. April 1923 war er Gesandter in München.
Unmittelbar nach dem Ersten Weltkrieg schickte die französische Regierung Gesandte in die Teilstaaten des Deutschen Reichs. Der Regierung des Deutschen Reichs war bekannt, dass der französische General Augustin Xavier Richert Geld für die Finanzierung einer Verschwörung in Bayern überbracht hatte. Sie suchte deshalb bei der Regierung von Raymond Poincaré an, Dard abzuberufen. Am 27. Januar 1923 wies Reichsaußenminister Frederic von Rosenberg den deutschen Geschäftsträger in Paris, Leopold von Hoesch, an, erneut und formell Dards Abberufung zu verlangen. Gemäß Völkerrecht erlösche der Charakter eines diplomatischen Vertreters, wenn dem Wunsch des akkreditierenden Staates nach dessen Abberufung innerhalb einer angemessenen Frist nicht nachgegeben werde; es werde erwogen, Dard die Papiere zu erstellen. Die französische Regierung ernannte am 14. November 1922 Pierre de Margerie als Botschafter in Berlin und berief Dard am 21. November 1924 formell ab.
Vom 14. Mai 1925 bis zum 25. März 1927 war Dard Botschafter in Sofia und von 1927 bis 1932 Botschafter in Belgrad.